# Bellaghy
Bellaghy (Iers: Baile Eachaidh) is een plaats in het Noord-Ierse County Londonderry. Bellaghy telt 1071 inwoners. Van de bevolking is 14% protestant en 86% katholiek.

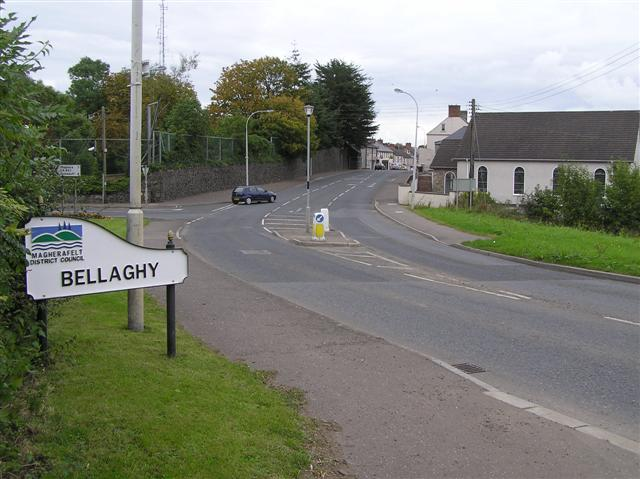
Bellaghy
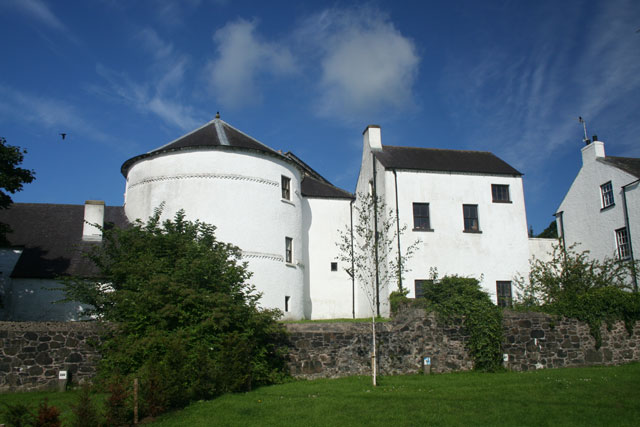
Bellaghy Bawn